# كريس غراغ
كريس غراغ (بالإنجليزية: Chris Gragg)‏ (و. 1990  م) هو لاعب كرة قدم أمريكية  أمريكي، ولد في وارين، مركز لعبه هو طرف ضيق ‏.

## التعليم
تعلم في Warren High School (Arkansas) ‏
.